# Rudolf Tremmel
Rudolf Tremmel (* 14. Februar 1905 in Neunkirchen, Niederösterreich; † 16. Februar 1971 in Bruck an der Mur, Steiermark) war ein österreichischer Politiker (SPÖ).

## Leben
Rudolf Tremmel erlernte nach dem Besuch der Volks- und Bürgerschule den Beruf des Werkzeugmachers. Später erwarb er über die Handelsschule den Lehrabschluss als Industriekaufmann. Als junger Mann kam Tremmel von Niederösterreich in die Steiermark, wo er in Kapfenberg Arbeit bei der Firma Böhler-Uddeholm fand. Hier stieg er bis zum Vorstand der Buchhaltung und des Rechnungswesens auf.
Für sein Engagement für die in Österreich verbotene Sozialdemokratie wurde Tremmel 1934 acht Monate lang im Anhaltelager Wöllersdorf interniert.
Nach dem Zweiten Weltkrieg wurde Tremmel zunächst in den Gemeinderat von Kapfenberg gewählt. Auch war er nicht nur SPÖ-Parteivorsitzender in Kapfenberg, sondern stieg auch zum stellvertretenden Parteivorsitzenden im Bezirk Bruck an der Mur auf.
Im November 1949 wurde Tremmel als Mitglied des Bundesrats vereidigt. Der Länderkammer in Wien gehörte er daraufhin bis März 1953 an.